# 212
Правління Каракалли в Римській імперії. У Китаї продовжується криза династії Хань, найбільшою державою на території Індії є Кушанська імперія, у Персії доживає останні роки Парфянське царство.
На території лісостепової України Черняхівська культура. У Північному Причорномор'ї готи й сармати.

## Події
- Едикт імператора Каракалли Constitutio Antoniniana проголошує всіх вільних мешканців Римської імперії її громадянами.
- Правника Емілія Папініана страчено за те, що він відмовився написати, що вбивство брата Каракалли Гети було самообороною.
- Розпочинається спорудження термів Каракалли.

## Померли
- Емілій Папініан, правник.